# ВГТД-2
ВГТД-2 — одновальный вспомогательный газотурбинный двигатель с дополнительным компрессором. Разработан на «Калужском ОКБМ» в 1989 году. Создан для запуска маршевых двигателей Д-436 и Д-27, которые созданы для установки на самолётах Ту-334, Бе-200 и др. На борту самолёта ВСУ также осуществляет питание системы кондиционирования и подачу в бортовую сеть переменного тока.